# هاینتس رنبرگ
هاینتس رنبرگ (انگلیسی: Heinz Renneberg; ۲۹ ژانویهٔ ۱۹۲۷ – ۲۱ اکتبر ۱۹۹۹) قایقران روئینگ اهل آلمان بود.